# Liga Bósnia de Basquetebol
A Liga Bósnia de Basquetebol (em bósnio:  Košarkaško prvenstvo Bosne i Hercegovine) é a competição mais importante do basquetebol masculino da Bósnia e Herzegovina. É organizado desde 1992 pela Federação Bósnia de Basquetebol (em bósnio:  Košarkaški savez Bosne i Hercegovine) sob as normas da FIBA. Atualmente doze equipes compõe a elite, sendo que o Široki é o maior campeão com nove títulos nacionais.

## Clubes atuais
| Clube                 | Cidade        | Arena                                  |
| --------------------- | ------------- | -------------------------------------- |
| Bosna Royal           | Sarajevo      | Pavilhão Mirza Delibašić               |
| Bošnjak               | Hadžići       |                                        |
| Igokea                | Laktaši       | Laktaši Sports Hall                    |
| Kakanj                | Kakanj        |                                        |
| Mladost Mrkonjić Grad | Mrkonjić Grad | Arena Komercijalne Banke Mrkonjić Grad |
| Radnik                | Bijeljina     |                                        |
| Spars                 | Sarajevo      | Mirza Delibašić Hall                   |
| Sloboda               | Tuzla         | SKPC Mejdan                            |
| Student Mostar        | Mostar        |                                        |
| Široki                | Široki Brijeg | Pecara                                 |
| Vogošća               | Vogošća       | Sportska Dvorana Amel Bečković         |
| Zrinjski              | Mostar        | Bijeli Brijeg Hall                     |

|  | Equipes disputando a Liga Adriática 2017-18            |
|  | Equipes disputando a Segunda divisão da Liga Adriática |

## Detentores de Títulos
| - 1993–94 Sloboda Dita Tuzla - 1994–95 Zenica Metalno - 1995–96 Sloboda Dita Tuzla - 1996–97 Eronet Brotnjo - 1997–98 Široki - 1998–99 Bosna - 1999–00 Borac Nektar Banja Luka - 2000–01 Igokea - 2001–02 Feal Široki - 2002–03 Feal Široki | - 2003–04 Široki Hercegtisak - 2004–05 Bosna ASA BH Telecom - 2005–06 Bosna ASA BH Telecom - 2006–07 Široki HT Eronet - 2007–08 Bosna ASA BH Telecom - 2008–09 Široki Prima pivo - 2009–10 Široki TT Kabeli - 2010–11 Široki TT Kabeli - 2011–12 Široki WWin - 2012–13 Igokea Laktaši | - 2013–14 Igokea Laktaši - 2014–15 Igokea Laktaši - 2015–16 Igokea Laktaši - 2016–17 Igokea Laktaši - 2017-18 Zrinjski Mostar - 2018-19 HKK Široki - 2019-20 Pandemia de COVID-19 - 2020-21 HKK Široki - 2021-22 Igokea Laktaši - 2022-23 Igokea Laktaši - 2023-24 Igokea Laktaši - 2024-25 Igokea Laktaši |  |

## Títulos por Clube
| Clube            | Títulos | Temporadas                                                       |
| ---------------- | ------- | ---------------------------------------------------------------- |
| Široki           | 11      | 1998, 2002, 2003, 2004, 2007, 2009, 2010, 2011, 2012, 2019, 2021 |
| Igokea           | 11      | 2001, 2013, 2014, 2015, 2016, 2017, 2020, 2022, 2023,2024, 2025  |
| Bosna Royal      | 4       | 1999, 2005, 2006, 2008                                           |
| Sloboda Tuzla    | 2       | 1994, 1996                                                       |
| Borac Banja Luka | 1       | 2000                                                             |
| Čelik            | 1       | 1995                                                             |
| Brotnjo          | 1       | 1997                                                             |

## Ligações Externas
- Sítio da Federação Bósnia de Basquetebol
- Página da Liga Bósnia no eurobasket.com